# Sandahlsbolagen
Sandahlsbolagen Sweden AB är ett familjeägt svenskt företag som grundades 1949 av Ingvar Sandahl. Sandahlsbolagen är moderbolaget till ett antal dotterbolag som ingår i koncernen. 
Dessa bolag bedriver verksamhet som transportörer av gods och avfall på väg och järnväg, kombiterminaler, lagerverksamhet, återvinning, ballast, asfaltsproduktion, betongtillverkning samt konsulttjänster inom bro och betong. 
Ingvar Sandahl grundade 1949 ett åkeri med en lastbil.
Sandahlsbolagen äger sedan 1991 Bratteborgs gård utanför Vaggeryd, där skogsmässor arrangeras.
År 2012 började Sandahlsbolagen i samarbete med norska Cargonet AS med kombinerade järnvägstransporter genom det gemensamägda bolaget Real Rail AB.